# 芬蘭王國

芬蘭王國（芬蘭語：Suomen kuningaskunta）是芬蘭从俄羅斯帝國独立後试图建立的王国，但最终没有建立起来。如果當時德意志帝国於第一次世界大戰獲勝，則黑森家族的腓特烈·卡爾王子将成为芬兰国王。

## 历史

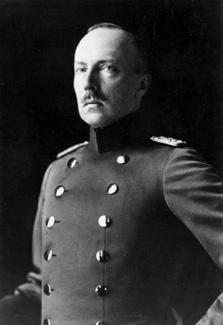
黑森家族的黑森的腓特烈·卡爾，当选的芬兰国王

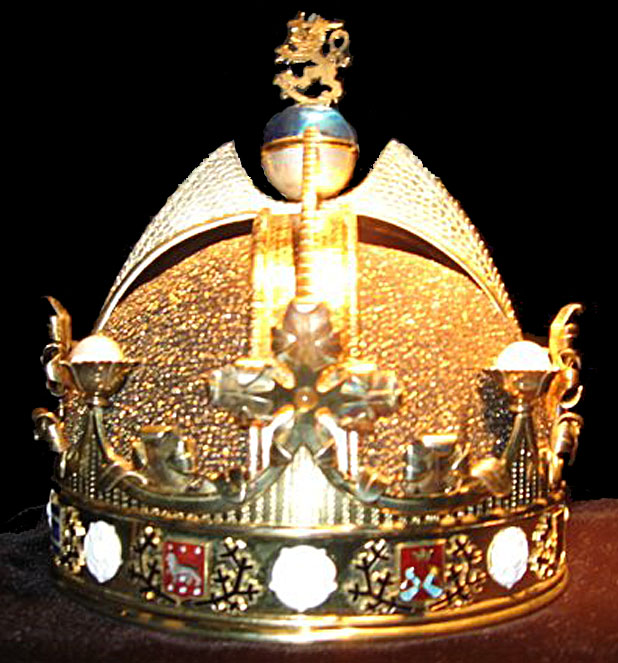
为芬兰王室设计的王冠复制品，王冠的原品从未制作过，这个复制品是在1980年代根据当初的设计图制作的

俄国爆发内战后，芬兰趁機在1917年12月6日宣布独立。发表独立宣言时，芬兰议会里的保皇派处于少数地位，因此芬兰宣布建立共和体制。芬兰内战爆发后，当支持共和体制的芬兰社会民主党被排除在议会之外，而新的宪法还没有通过时，腓特烈·卡尔在1918年10月9日被推选上芬兰王位。
德國的傀儡政權立陶宛在1918年7月采取了相似的步骤，推选德國的乌拉赫公爵威廉·卡尔为立陶宛的国王明道加斯二世。在拉脱维亚和爱沙尼亚，一个由波罗的海德意志人贵族阶层所组成的“泛地方性代表会议”呼吁德意志皇帝威廉二世承认波罗的海省份为一个联合皇室及德国的保护国。梅克伦堡-什未林公爵阿道夫·弗里德里希由德国人提名为德國傀儡政權“波罗的联合公国”(庫爾蘭和瑟米利亞公國)的公爵。
如同波罗的海省份一样，芬兰在其独立时与德意志帝国联系紧密。德国是唯一支持芬兰独立的国际强国，甚至还为芬兰猎兵部队训练志愿者。德国还在本身臨近戰败的情况下介入芬兰内战。在1918年芬兰与德国联系紧密，并已开始变成为德国的保护国，而推选出威廉二世的妹夫黑森的腓特烈·卡爾进一步加强了两国之间的紧密纽带。强烈亲德国的总理尤霍·库斯蒂·巴锡基维和他的内阁在1918年10月把王冠推选给黑森的腓特烈·卡爾。
由于没有得到绝对多数的支持，君主制宪法被迫推迟采用。芬兰议员古斯塔夫·阿罗卡利奥（Gustaf Arokallio）提议国王的头衔为“卡尔一世，芬兰和卡累利阿国王，奥兰公爵，拉普兰大公，卡勒瓦和波赫约拉的领主”（芬蘭語：Kaarle I, Suomen ja Karjalan kuningas, Ahvenanmaan herttua, Lapinmaan suuriruhtinas, Kalevan ja Pohjolan isäntä）。
1918年11月9日，威廉二世宣布退位，德国宣布成为威瑪共和国。两天之后，在1918年11月11日，第一次世界大战的交战双方签署了停战协议。協約国怎么看待一个德国出生的王子作为芬兰国王的观点不太明朗。但是从西方国家得到的警告足以让本身是保皇派的芬兰内阁总理劳里·英曼去劝说弗里德里希·卡尔王子放弃王冠，尽管王子还没有来过芬兰接受王冠。
当选国王的腓特烈·卡爾在1918年12月14日宣布放弃王位。曼纳海姆当选为摄政大臣。在1919年的芬兰议会选举中倾向共和制的政党赢得了议会席位的四分之三，并采纳了共和制宪法。在1919年7月芬兰第一任总统卡洛·尤霍·斯托尔贝里取代了曼纳海姆。芬兰从此成为了一个共和国。

## 其它类似的政权
在第一次世界大战期间，德意志帝国参与了在原属俄国的领土上建立多个从属国的事件。这些政权在名义上完全独立和拥有主权：
- 库尔兰和瑟米利亚公国 (1918年)
- 立陶宛王國 (1918年)
- 波兰王国 (1916–1918)
- 白俄羅斯人民共和國